# Vriesea graciliscapa
Vriesea graciliscapa är en gräsväxtart som beskrevs av Wilhelm Weber. Vriesea graciliscapa ingår i släktet Vriesea och familjen Bromeliaceae. Inga underarter finns listade i Catalogue of Life.